# منزل معزي
منزل معزي (بالفارسية: خانه معزی) هو منزل تاريخي يعود إلى عصر القاجاريون، ويقع في فردوس.